# Westveense Molen
De Westveense Molen is een poldermolen uit 1676 in Woerdense Verlaat in de Nederlandse gemeente Nieuwkoop. De molen is gebouwd ten behoeve van de bemaling van de polder Westveen. Tot 1976 heeft deze molen zelfstandig het 145 ha. grote waterschap bemalen. Tot 1 januari 1989 stond de molen op Utrechts grondgebied. Door gemeentelijke herindelingen staat hij sinds die tijd in Zuid-Holland. De Westveense Molen is eigendom van de stichting Het Utrechts Landschap.
De molen volledig hersteld sinds 2010 weer te bezichtigen.